# The Ritz (club de rock)
The Ritz fue un club y sala de conciertos de rock de la ciudad de Nueva York, abierto al público en los años 1980 e inicios de los 1990.

## Historia
The Ritz fue inaugurado en 1980 por Jerry Brandt, en el recinto de la que fue histórica sala de baile y de conciertos situada en el 119 de East 11th Street entre la Tercera y la Cuarta Avenida del East Village de Nueva York: el Webster Hall. The Ritz albergó principalmente actuaciones en directo, a menudo de nuevas bandas, pero también programaba sesiones de baile. Fue uno de los primeros clubes en incorporar pantallas de vídeo, con un monitor de 30' y un proyector por valor de 120 000 $. En abril de 1989 The Ritz cambió de ubicación y se trasladó al local de la antigua Studio 54 en el 254 de West 54th Street, donde se rebautizó como «The New Ritz» y siguió albergando conciertos hasta 1995. A partir de 1990 recuperó su nombre original, «The Ritz». El local original de 11th Street volvió a denominarse Webster Hall tras el cambio de ubicación de The Ritz.

## «Live at The Ritz» en la MTV
El canal MTV retransmitió una serie de conciertos denominada «Live at The Ritz» los sábados por la noche durante los años 1980. Entre los artistas invitados están Guns N' Roses, Gene Loves Jezebel, The Saints, The Cult, Nik Kershaw, The Smithereens, Oingo Boingo, Julian Cope, Great White, Hoodoo Gurus, Pseudo Echo, White Lion, Iggy Pop, Eurogliders, Blancmange o Simon Townshend.

## Actuación de Public Image Limited
El club fue el centro de atención a nivel nacional a raíz de la mala actitud de Public Image Limited durante un concierto celebrado el 15 de mayo de 1981. La banda británica sustituía a última hora a Bow Wow Wow, quienes estaban inicialmente anunciados en el cartel. Public Image Ltd. tenían la intención de crear una performance más que tocar en directo, así que aparecieron en el escenario oscurecidos a propósito por una pantalla proyectora y pincharon sus álbumes de estudio a través de la amplificación de la sala mientras ellos interpretaban música completamente diferente. Previamente provocados por el cantante John Lydon (exmiembro de Sex Pistols), los enfadados asistentes al concierto causaron disturbios y lanzaron botellas y cubos de basura. También arrancaron la pantalla de vídeo situada en la parte frontal del escenario.

## Grabaciones y conciertos destacados
- «Mommy, Can I Go Out & Kill Tonight», el único tema en directo del álbum Walk Among Us de los Misfits, fue grabado en The Ritz en 1981. Algunas partes de Evilive también se grabaron allí en 1981.[5]
- Ozzy Osbourne grabó su álbum en directo Speak of the Devil durante sus actuaciones de los días 26 y 27 de septiembre de 1982.[6]
- Rick Derringer grabó una actuación en The Ritz en 1982, publicada en 2009 como  Derringer's Rock Spectacular: Live at The Ritz, New York 1982, que incluía a invitados como Ted Nugent, Tim Bogert, Karla DeVito y Southside Johnny.
- The Michael Stanley Band grabaron allí el álbum en directo Live at the Ritz los días 26 y 27 de septiembre de 1983.[7]
- The Residents debutaron en directo en Nueva York los días 16 y 17 de enero de 1986 en The Ritz. Su álbum 13th Anniversary Show - Ritz NY - Jan 16, 1986 fue grabado allí.
- Bo Diddley grabó Live at The Ritz junto a Ronnie Wood en 1987.[8]
- El segundo disco del doble álbum en directo Eine kleine Nachtmusik de la banda británica de metal Venom fue grabado en The Ritz los días 4 y 5 de abril de 1986.[9]
- D.R.I. grabaron Live at The Ritz el 27 de junio de 1987.
- Guns N' Roses grabaron su concierto del 2 de febrero de 1988 para un vídeo en directo.[10]
- La actuación de Kiss el 13 de agosto de 1988 fue grabada y ha sido editada en diversas ocasiones en vídeo, CD y vinilo.[11]
- White Lion actuaron allí para la televisión en 1988. Este concierto fue editado como segundo disco de su recopilatorio de 2007 The Definitive Rock Collection.
- «Memories Can't Wait», del EP Biscuits de la banda Living Colour, fue grabado en directo en The Ritz el 22 de abril de 1989.[12]
- Tin Machine (liderados por David Bowie) grabaron un videoclip en The Ritz, publicado en junio de 1989, en formato megamix para su primer álbum.[13]
- El primer concierto de Sepultura en los Estados Unidos tuvo lugar en The Ritz, como teloneros de King Diamond, el 31 de octubre de 1989.[14] También realizaron su debut en directo en los Estados Unidos en The Ritz artistas como U2 (6 de diciembre de 1980), Depeche Mode (enero de 1982) o Sting en solitario (26 de febrero de 1985).[6]
- Stormtroopers of Death grabaron Live at Budokan en The Ritz el 21 de marzo de 1992.[15]